# Османов, Магомед-Загир Османович
Магоме́д-Заги́р Осма́нович Осма́нов  (1930—2007) — советский и российский этнограф Дагестана, главный научный сотрудник Института истории, археологии и этнографии Дагестанского научного центра Российской академии наук, доктор исторических наук, заслуженный деятель науки Российской Федерации (1999) и Республики Дагестан.

## Биография
В 1954 году Магомед-Загир Османович Османов окончил исторический факультет Московского государственного университета.
С 1954 по 1956 год работал учителем истории и завучем средней школы селения Сталинаул Казбековского района.
С 1956 по 1958 год был преподавателем истории махачкалинской средней школы рабочей молодежи № 6.
С 1967 по 1972 год был ученым секретарем института.
С 1972 по 1986 год старший научный сотрудник.
С 1986 года работал заведующим отделом этнографии, с апреля того же года главный научный сотрудник.
Участник многих международных, всесоюзных и российских научных конференций.

## Научная деятельность
В 1964 году Магомед-Загир Османович защитил кандидатскую диссертацию на тему «Поселение и жилище даргинцев XIX—XX вв.».
В 1985 году там же защитил докторскую диссертацию по докладу на тему «Формы традиционного скотоводства народов Дагестана в XIX — начале XX в.».
Магомед-Загир Османович автор более 150 научных трудов, в том числе девяти монографий.
Им предложена классификация жилища даргинцев, а позже Дагестана.
Ему удалось наметить общие и особенные черты в жилище народов Кавказа, показать процесс изменения дагестанского жилища в ходе преобразований в советское время.
В одно время с М. А. Агларовым предложил классификацию террас, выделив откосные, с подпорными стенами, приречные.
Магомед-Загир Османович разработал теоретические проблемы понятия «формы скотоводства», типологическую классификацию форм скотоводства, соотношение скотоводства и земледелия, особенности дагестанской общины и феодализма.
Он внес значимый вклад изучение форм традиционного скотоводства народов Дагестана в XIX — нач. XX в, а также внес вклад в изучении хозяйственно-культурных типов Дагестан и Северного Кавказа.
Заслуга Магомед-Загира Османовича кроется в том, что он отследил процесс сложения и развития хозяйственно-культурных типов — ареалов Дагестана с древнейших времен до начала XX века. Рассмотрел проблемы соотношения возможностей и степени продуцирования каждого из обусловливающих сложение и эволюцию ХКА факторов: экология — хозяйство, культурная традиция, этносоциум. Провел сравнительно-типологическое исследование хозяйственно-культурных форм — компонентов, образующих ХКА Дагестана. Выявил, описал и исследовал три ХКА Дагестана, сложившиеся к XIX—XX вв. — 1) равнинно — нижнепредгорный ХКА оседлых пашенных земледельцев — стационарных скотоводов; 2) горный (среднегорный) ХКА оседлых пашенных земледельцев и отгонных скотоводов; 3) высокогорный ХКА подвижных скотоводов и оседлых пашенных земледельцев. Причем, все ХКА исследованы в их взаимосвязи и взаимодействии, образующих единую совокупность ХКА Дагестана, развивавшуюся на фоне историко-культурной общности Дагестана и всего Кавказа. Исследования Магомед-Загира Османовича показывают продуктивность рассмотрения местных ХКТ (ХКА) как феноменов, являющихся местным проявлением ХКТ, как динамического стереотипа.
Достойным интереса его разработки в области топонимики. Он выполнил исследование даргинской топонимики на базе языкового, этнографического и исторического материала. Впервые разработал вопрос об исторической стратиграфии топонимов, привязанности их разных форм к определённым историческим этапам.
Магомед-Загир Османович активно участвовал в научной жизни России и Дагестана: выступал на международных, всесоюзных, всероссийских и региональных научных сессиях и конференциях, проводил экспедиционные исследования, руководил аспирантами и докторантами, оппонировал диссертационные работы, являлся членом ученого совета и диссертационного советов института.

## Монографии
- Материальная культура даргинцев. Махачкала, 1967 (в соавторстве)
- Формы традиционного скотоводства народов Дагестана в XIX — нач. XX в. М. Наука, 1990
- Хозяйственно-культурные типы Дагестана. Махачкала, 1996
- История Дагестана. Махачкала, 1967, 1973. (соавтор Д. М. Атаев)
- Даргинские сказки. М.: изд. вост. лит., 1963. (Перевод, предисловие и прим. М-З. О. Османова)
- Современная культура и быт народов Дагестана. М.: Наука,1971 (колл. авторов)

## Публикации
- Жилище цудахарцев в XIX–XX вв. // УЗ ИИЯЛ. Т. IX. Махачкала, 1961. С. 237–275.
- Пословицы и поговорки даргинцев // Пословицы и поговорки Востока. М.: ИВЛ, 1961. С. 207–213.
- Поселения даргинцев в XIX–XX вв. // УЗ ИИЯЛ. Т. X. Махачкала, 1962. С. 214–238.
- Даргинские сказки / Перевод, предисловие и примечания. Москва: ИВЛ, 1963. 159 с.
- Некоторые вопросы даргинской топонимики // УЗ ИИЯЛ. Т.XIV. Махачкала, 1965. С. 283–307.
- Кубачинцы // СИЭ. Т. VIII. М., 1965. С. 242.
- Кайтаги // СИЭ. Т. VI. М., 1965. С. 833.
- История Дагестана. Т. I. М.: Наука, 1967. 431 с. (Соавт: Д.М. Атаев и др.).
- Принципы классификации дагестанского жилища // Материалы сессии, посвященной итогам археологических и этнографических исследований 1964 г. в СССР. (Тезисы докладов), Баку, 1965. С. 188.
- Гаджиева С.Ш., Османов М.О., Пашаева А.Г. Материальная культура даргинцев. Махачкала, 1967. (Гл.: Хозяйство, поселения, жилище. С. 5–184).
- Использование краеведческого материала на уроках истории в 5–10 классах. (Метод. пособие). Махачкала, 1967. 102 с. (Соавт: Д.М. Атаев).
- Ценное научное исследование. Рец. на кн.: Асиятилов С.Х. Историкоэтнографические очерки хозяйства аварцев (XIX – первая пол. XX в.). Махачкала, 1967 // БагIараб байрахъ, 1967. С. 25.
- Хозяйство Дагестана в XVI–XVII вв. // История Дагестана в 4-х тт. М.: Наука, 1967. Т. I. С. 232–238.
- Надписи рассказывают. Рец. на книгу Л.И. Лаврова «Эпиграфические памятники Северного Кавказа» // Советский Дагестан. 1968. № 2. С. 79–80. (Соавт: А.Р.Шихсаидов).
- Поселения народов Дагестана в XIX в. // История Дагестана в 4-х тт. М.: Наука, 1968. Т. II. С. 296–303.
- Некоторые общие вопросы эволюции современного жилища народов Дагестана и всего Северного Кавказа // УЗ ИИЯЛ. Махачкала, 1969. Т. XIX. Кн. 2. Сер. общ. наук. С. 127–146.
- К вопросу о принципах классификации жилища // УЗ ИИЯЛ. Махачкала, 1969. Т. XIX. Кн. 2. Сер. общ. наук. С. 107–146.
- Некоторые вопросы из истории хозяйства Дагестана // УЗ ИИЯЛ. Т. ХХ. Махачкала, 1970. С. 283–302.
- Материальная культура // Современная культура и быт народов Дагестана. М.: Наука, 1971. С. 71–152 с иллюстр.
- Земледелие. Домашние промыслы. Транспорт и торговля народов Дагестана в досоветский период. Транспорт и торговля современные. Жилище // * Современная культуры и быт народов Дагестана. М.: Наука, 1971. С. 12–18, 23–30, 67–70, 84–122.
- История Дагестана. Пособие для учителей истории дагестанских школ. 2-е дополнен. изд. Махачкала, 1973. С. 96. (Соавтор Д.М. Атаев).
- Кайтаги // БСЭ. Т. XI. М., 1973. С. 187.
- Кубачинцы // БСЭ. Т. IЗ, М., 1973. С. 545.
- Уздень // СИЭ. Т. 14. М., 1973. С. 707.
- Ушурма // СИЭ. Т. 14. М., 1973. С. 923.
- Расселение и численность Даргинцев в XVIII–XIX вв. // Дагестанский этнографический сборник. Махачкала, 1974. Вып. I. С. 144–203.
- Географическая среда и производящие формы хозяйства (по этнограф. данным) // Конференция «Формы перехода от присваивающего хозяйства к производящему и особенности развития общественного строя». Тезисы докладов. М., 1974. С. 68–72.
- К вопросу о формах скотоводства в Дагестане // Материалы сессии посвященной итогам экспедиционных исследований в Дагестане в 1973–1975 гг. (Тезисы докладов),Махачкала, 1976. С. 15–17
- Формы скотоводства даргинцев во второй половине XIX – нач. XX в. (в связи с хозяйственно культурными типами) // Хозяйство, материальная культура и быт народов Дагестана в XIX – нач. XX в. Сб. статей. Махачкала, 1977. С. 21–38.
- Формы скотоводства даргинцев в XIX–XX вв. (в связи с регионами видового содержания скота и хозяйственно-культурными типами) //хозяйство, материальная культура и быт народов Дагестана в XIX – нач. XX в. Сб. статей. Махачкала, 1977. С.39–55.
- Уздень // БСЭ. Т. 26. М., 1977. С. 520

Хозяйственно-культурные типы Дагестана и процессы этнического общения и консолидации // Всесоюзная сессия, посвящ. итогам полевых этнографических и антропологических исследований 1976–77 гг. Тезисы докл. Ереван, 1978. С. 134–137.
- Типы хуторского хозяйства и формы скотоводства в Дагестане в XIX – начале XX вв. // Материалы сессии посвященной итогам экспедиционных исследований в Дагестане в 1976–77 гг. Тезисы докладов. Махачкала, 1978. С. 16–18.
- Формы скотоводства народов Дагестана в советское время // Хозяйство народов Дагестана в XIX–XX вв. (этнографические исследования). Сб. статей. Махачкала, 1979.С. 63–81.
- К истории транспорта народов Дагестана // Хозяйство народов Дагестана в XIX–XX вв. Махачкала, 1979. С. 110–133.
- Об этнониме дарган // Ономастика Кавказа (межвузовский сборник статей. Орджоникидзе, 1980. С. 69–77.
- Введение (от редактора) // Семейный быт народов Дагестана. Сб. статей. Махачкала, 1980. С. 3–6.
- О некоторых видах феодальной эксплуатации, связанных с формами скотоводства // Генезис, основные этапы, общие пути и особенности развития феодализма у народов Северного Кавказа. Региональная научная конференция. Тезисы докладов. Махачкала, 1980. С. 50–52.
- Весенний отгон скота – своеобразная форма отгонного скотоводства Дагестана // Материалы сессии, посвященной итогам экспедиционных исследований в Дагестане в 1978–79 гг. Тезисы докладов. Махачкала, 1980. С. 17–19.
- Трансюманс – одна их форм скотоводства народов Дагестана // Материалы сессии, посвященной итогам экспедиционных исследований Института ИЯЛ в 1980–81 гг. Тезисы докладов. Махачкала, 1982. С. 10–11.
- О так называемой полукочевой форме скотоводства в Дагестане // Всесоюзная сессия по итогам полевых этнографических исследований 1980–1981 гг., посвященная 60–летию образования СССР. Тезисы докладов. Нальчик, 1982. С. 214–215.
- О формах и типах скотоводства (по материалам Дагестана XIX в.) // СЭ, 1984, № 6. С. 77–88.
- Формы скотоводства в системе хозяйственно-культурных типов Дагестана // Тезисы докладов научной сессии, посвященной итогам экспедиционных исследований Института ИЯЛ в 1982–83 гг. Махачкала, 1984. С. 11–12.
- Из животноводческой терминологии хаджалмахинских даргинцев // Отраслевая лексика дагестанских языков (Материалы и исследования). Махачкала, 1985. С. 94–103.
- Формы традиционного скотоводства народов Дагестана в XIX – начале XX века. Автореф. дис ... доктора ист. наук. М., 1985. 42 с.
- К определению формы скотоводства у народов высокогорного Дагестана в XVIII– XIX вв. // СЭ, 1986. № 4. С. 37–46.
- Полевые этнографические исследования в 1981–85 гг. (Проблемы, итоги, перспективы) // Тезисы докладов научной сессии, посвященной итогам

экспедиционных исследований ИИЯЛ в 1984–85 гг. Махачкала, 1986. С. 13–14. (Соавтор С.Ш. Гаджиева).
- Хлебопекарные устройства народов Дагестана в XVIII–XIX вв. (типология и районирование) // Тезисы докладов научной сессии, посвященной итогам экспедиционных исследований ИИЯЛ в 1984–85 гг. Махачкала, 1986. С. 15.
- Рец. на книгу С.Ш. Гаджиевой «Семья и брак у народов Дагестана в XIX – нач. XX в.». (М., 1985) // СЭ. 1987. № 4. С. 153–155. (Соавтор А.Р. Шихсаидов).
- Поселение и жилище, языки, письменность общественная мысль, наука, религиозные верования народов Дагестана в XVI–XVIII вв. // История народов Северного Кавказа. Т. I. М., Наука, 1988. С. 467–470, 490–497.
- Поселения Дагестана в первой половине XIX в. (вопросы типологии) // Материальная культура народов Дагестана в XIX – нач. XX в. Сб. ст. Махачкала, 1988. С. 6–22.
- Введение к сборнику (от редактора) // Материальная культура народов Дагестана в XIX – нач. XX в. Сб. Махачкала, 1988. С. 3–5.
- О некоторых видах феодальной эксплуатации, связанных с формами скотоводства // Развитие феодальных отношений у народов Северного Кавказа. Сб. статей. Махачкала, 1988. С. 180–188.
- Лезгины // Народы мира. Историко-этнографический справочник. М., 1988. С. 251–252.
- О современных хозяйственно-культурных типах Дагестана (вопросы развития и трансформации) // Тезисы докладов научной сессии, посвященной итогам экспедиционных исследований ИИЯЛ в 1986–87 гг. Махачкала, 1988. С. 10–11.
- Формы традиционного скотоводства народов Дагестана в XIX – начале XX в. М.:Наука, 1990. 296 с. // Рец.: Агларов М., Шихсаидов А.Р.
- Вклад в кавказоведение // Дагправда, 1992. 1.09: Рец. Калиновская К.П. ЭО. 1991. № 1. С. 164–167.
- Печеные и вареные мучные изделия и хлебопекарные устройства Дагестана XIX – нач. XX в. (типологические параллели и районирование) //
- Система питания народов Дагестана. XIX–XX вв. Сб. статей. Махачкала, 1990. С. 111–136.
- Введение (от редактора) к сборнику // Система питания народов Дагестана. XIX–XX вв. Сб. статей. Махачкала, 1990. С. 3–7.
- Об использовании традиционного народного опыта хозяйствования в современных условиях // Тезисы докладов научной сессии, посвященной итогам экспедиционных исследований ИИЯЛ в 1988–89 гг. Махачкала, 1990. С. 24–25.
- Даргинцы: у карты Дагестана // Полит. собеседник, 1990. № 20. С. 16–22.
- Некоторые вопросы изучения хозяйственно-культурных типов // СЭ. 1991. № 2. С.52–61.
- Предисловие (от редактора) // Алимова Б.М. Табасаранцы. XIX – нач. XX в. Историко-этнографическое исследование. С. 3–7.
- Даргинцы // Наш Дагестан № 163–164. Махачкала, 1993. С. 34–36.
- О соотношении хозяйственно-культурных типов и хозяйственно-культурных ареалов // Краткое содержание Лавровских (Среднеазиатско-кавказских) чтений. СПб, 1993. С. 25–26.
- Особенности отходничества табасаранцев в дооктябрьской период и в советское время // Тезисы докладов конференции по итогам географических исследований в Дагестане. Махачкала, 1993. Вып. XXI. С. 83–84. (Соавтор Р.И. Сефербеков).
- Dargins // Encyclopedia of Worlds cultures, V, VI, USA, Boston, 1994. P. 95–99.
- Kubachins // Encyclopedia of Worlds cultures, V, VI, USA, Boston, 1994. P. 216–219. (Соав. М.М. Маммаев). Кубачинцы // Наш Дагестан. 1994. № 169–170–171. С. 63–64. (Соавтор М.М. Маммаев).
- Даргинцы // Энциклопедия «Народы России». М., 1994. С. 146–147.
- Лезгины // Энциклопедия «Народы России». М., 1994. С. 223–225. (Соавт: С.С.Агаширинова).
- Кубачинцы // Энциклопедия «Народы России». М., 1994. С. 212–214. (Соавт: М.М. Маммаев).
- Регулирующие функции дагестанской общины в хозяйственной деятельности населения // Тезисы докладов научной сессии, посвященной итогам экспедиционных исследований Институтов ИАЭ и ЯЛИ в 1992–1993 гг. Махачкала, 1994. С. 22–23.
- Традиционное и новое в похоронной обрядности табасаранцев // Тезисы докладов научной сессии, посвященной итогам экспедиционных исследований Институтов ИАЭ и ЯЛИ в 1992–1993 гг. Махачкала, 1994. С. 30–31. (Соавтор Р.И. Сефербеков).
- Хозяйство и экология. Опыт регулирующих функций дагестанской общины // Материалы научной практической конференции «Будущее Дагестана: Экономика. Экология. Культура. Политика». Махачкала, 1994. С. 131–133.
- Развитие хозяйственно-культурных ареалов Дагестана в индустриальную эпоху // Краткое содержание Лавровских (Среднеазиатско-кавказских) чтений. СПб, 1994. С.21–23.
- Даргинцы // Эхо Кавказа. 1995. № 3. С. 2–6.
- Аграрные традиции дагестанцев (теоретический и конкретно-этнографический аспекты) // Материальная культура народов России. Серия «Культура народов России». Т. I. Новосибирск, 1995. С. 97–112.
- Хозяйственно-культурные типы (ареалы) Дагестана (с древнейших времен до начала XX века). Махачкала, 1996. 316 с.
- Предисловие (от редактора) к монографии // Аул Куппа. Махачкала, 1996. С. 5–8
- Некоторые действия дагестанцев по рационализации земледельческо-скотоводческого хозяйства в горных условиях // Традиционная этническая культура и народные знания. Материалы международной конференции М., 1996. С. 94–95.
- Формы скотоводства и хозяйственно-культурные типы Северного Кавказа (опыт и итоги ареального исследования) // Новые исследования дагестанских историков. Материалы научной конференции, посвященной итогам научно-исследовательской деятельности Института ИАЭ ДНЦ РАН за 1990–1995 гг. Махачкала, 1996. С. 16.
- Даргинцы // Возрождение, 1998. № 4. С. 13–25.
- Народы Кавказа. Материальная культура. Рец. на кн.: Арутюнов С. А., Сергеева Г. А., Кобычев В. П. Народы Кавказа // Материальная культура. Пища и жилище. ЭО. 1998. № 1. С. 170–173.
- Даргинцы // Народы и религии мира. Энциклопедия. М., 1998. С. 155–156.
- Кубачинцы // Народы и религии мира. Энциклопедия. М., 1998. С. 266–267. (Соавт.: Маммаев М.М.).
- Лезгины // Народы и религии мира. Энциклопедия. М., 1998. С. 286–287.
- Тип и система земледелия в структуре хозяйственно-культурных типов // Тезисы симпозиума Международного конгресса «Мир на Северном Кавказе, через языки, образование, культуру». Пятигорск, 1998. С. 57–60.
- Об актуальных проблемах дагестанской этнографии // Состояние и перспективы развития исторической науки Дагестана и Северного Кавказа (Материалы научной конференции). Махачкала, 1998. С. 127–132.
- Этнографическое изучение Дагестана (итоги, проблемы, перспективы) // Достижения и современные проблемы развития науки в Дагестане. Тезисы докладов международной конференции (Гуманитарные и общественные науки). Махачкала, 1999. С. 26–27.
- Даргинцы // Народы Дагестана, 2000. № 1. С. 38–42.
- К определению типа земледелия и его места в земледельческой культуре и хозяйственно-культурном типе (постановка вопроса) // Вестник ДНЦ РАН, 2000. № 6. С. 119–124.
- Соотношение сельскохозяйственных угодий и хозяйственная зональная специализация в Дагестане (конец XIX в.) // Вопросы структуризации экономики. Институт СЭИ ДНЦ РАН (ВСЭ ИСЭИ ДНЦ РАН). Махачкала, 2001. С. 134–138.
- О хозяйственно-культурных типах (ареалах) Северного Кавказа (XIX – начало XX в.) // Лавровские (Среднеазиатско-кавказские) чтения 1998–1999. Краткое содержание докладов. СПб, 2001. С. 67–70.
- О системе земледелия (к вопросу об уточнении целевого и компонентного содержания) // Лавровские (Среднеазиатско-кавказские) чтения 1998–1999. Краткое содержание докладов. СПб, 2001. С. 70–71.
- Хозяйственно-культурные типы (ареалы) Дагестана в советскую эпоху (закономерности развития и трансформации, вымывание традиционных форм). М., Наука, 2002. 222 с.
- Общие сведения. Хозяйство. Природные условия. (соавтор Х.А. Искендеров). Кубачинцы (Маммаев М.М.). Даргинцы. Послесловие // Народы Дагестана. Серия «Народы и культуры». М., 2002. С. 10–19, 20-26, 60-68, 289–321, 334-480, 559–562.
- Тип и система земледелия у даргинцев-цудахарцев (XIX – нач. XX в.) // Лавровские (Среднеазиатско-кавказские) чтения 1998–1999. Краткое содержание докладов. СПб, 2002. С. 44–45. (Соавтор Ш.И. Омаров).
- Отгон скота и сопутствующий отход населения в Азербайджан – форма выгодного хозяйственно-культурного сотрудничества для жителей высокогорного Дагестана // ВСЭ ИСЭИ ДНЦ РАН, Махачкала, 2002. № 4. С. 76–83.
- Соотношение природной среды, хозяйства и некоторых культурно-этнических особенностей (на примере Дагестана) // Л.Н. Гумилев. Теория этногенеза и исторические судьбы Евразии. Материалы конференции T. II. СПб, 2002. С. 79–83.
- Традиционный транспорт народов Дагестана в XIX в. // ВСЭ ИСЭИ ДНЦ РАН. Махачкала, 2003. № 3. С. 48–55. (Соавт. Д.Н. Платонов).
- Некоторые вопросы роли отгонного скотоводства и скотопрогонных трасс в хозяйственной интеграции и этнокультурном сближении народов Дагестана (XIX в.) // ВСЭ ИСЭИ ДНЦ РАН. Махачкала, 2003. № 4. С. 83–90.
- Некоторые вопросы традиционной земледельческой культуры Дагестана (и Кавказа) // Историческая наука Дагестана: сегодня и завтра. Тезисы докладов научной сессии. Махачкала, 2003. С. 50–56.
- Некоторые стороны регулирующих хозяйственно-правовых функций дагестанской общины (XVIII – XIX вв.) // Сельская община Дагестана и Северного Кавказа. Материалы региональной научной конференции. Махачкала, 2003. С. 77–84. (Соавт. И.Н. Абдуллаев).
- Два цудахарских предания – свидетельства уровня общественно-политического развития горных даргинцев в XVIII–XIX вв. // Лавровские (Среднеазиатско-кавказские) чтения. Тезисы докладов, СПб, 2003. С. 31.
- Обмен и торговля в Дагестане в XIX в. // ВСЭ ИСЭИ ДНЦ РАН. Махачкала, 2004. № 2. С. 139–146.
- Народное творчество народов Дагестана (в соавторстве с М.Я. Мирзабековым). С. 596–600. Материальная культура (Поселение. Жилище. Одежда. Пища). Семейный и общественный быт. С. 605–623. // История Дагестана с древнейших времен до наших дней. Т. 1. М., 2004.
- К вопросу о типологии поселений Дагестана (XVIII – первая половина XIX в.) // Историко-культурные и экономические связи народов Кавказа (прошлое, настоящее, будущее). Тезисы докл. научн. конференции, посвященной 80-летию ИИАЭ ДНЦ РАН. Махачкала, 2004. С. 211–215.
- Роль отгонного скотоводства в хозяйственно-культурных взаимосвязях народов Дагестана и Закавказья (XVIII–XIX вв.) // Тезисы докл. научн. конференции, посвященной 80-летию ИИАЭ ДНЦ РАН. Махачкала, 2004. С. 201–206.
- Народы Дагестана. Круглый стол // Научная мысль Кавказа. № 3. Ростов н/Д. СКНЦВШ, 2004. С. 154–155.

Регулирующие хозяйственно-правовые функции дагестанской общины (в связи со скотоводством) XVII–XIX вв. // Вестник Института ИАЭ ДНЦ РАН. Махачкала, 2005. № 2. С. 120–142. 
- О системе земледелия (понятие, сущность, компонентное содержание) // Вестник Института ИАЭ ДНЦ РАН. 2005. № 3. С. 79–101.
- Обмен и торговля в Дагестане в XIX в. (продолжение) // Вестник Института ИАЭ ДНЦ РАН. 2005. № 3. С. 59–78.
- Даргинцы // Энциклопедия культур народов Юга России. Рост н/Д, 2005. С. 90–94.

## Семья
Брат — Магомед-Нури Османович Османов
Отец — Османов Осман
Мать — Хадижат
Жена- Патимат
Дети: Магомед-Расул, Мурад, Сабият, Айшат